# Mary Sears
Mary Sears (Estados Unidos, 10 de mayo de 1939) es una nadadora estadounidense retirada especializada en pruebas deestilo braza y  estilo mariposa, donde consiguió ser medallista de bronce olímpica en 1956 en los 100 metros.

## Carrera deportiva
En los Juegos Olímpicos de Melbourne 1956 ganó la medalla de bronce en los 100 metros estilo mariposa, con un tiempo de 1:14.4 segundos, tras sus compatriotas Shelley Mann y Nancy Ramey.
Y en los Juegos Panamericanos de Ciudad de México de 1955 ganó medalla de oro en 4x100 metros estilos, y plata en 200 metros braza.